# Anenský vrch (Orlické hory)
Anenský vrch je vrchol ležící na hlavním hřebeni Orlických hor.
Od roku 1760 na vrcholu stávala kaple sv. Anny. V letech 1820 a 1860 byla rekonstruována a 1937 byla rozebrána a přenesena nad osadu Hadinec. Na vrcholu jsou dva pěchotní sruby československého opevnění R-S 84 „Arnošt“ a R-S 85 „Anna“ z roku 1937. Od října 2010 stojí na Anenském vrchu 17 metrů vysoká dřevěná rozhledna nazvaná Anna.
Anenský vrch byl dříve nazývaný Arnoštka, německy Ernestinenberg.

## Geomorfologické zařazení
Anenský vrch se nachází v geomorfologickém celku Orlické hory, podcelku Deštenská hornatina, okrsku Orlický hřbet a podokrsku Anenský hřbet.

## Přístup
K vrcholu vede asi 400metrová odbočka z Jiráskovy cesty.